# Colpochila erythrocephala
Colpochila erythrocephala är en skalbaggsart som beskrevs av Lea 1917. Colpochila erythrocephala ingår i släktet Colpochila och familjen Melolonthidae. Inga underarter finns listade i Catalogue of Life.